# Uitkijktoren van Pyynikki
De uitkijktoren van Pyynikki is een Finse uitkijktoren in de stad Tampere. De toren is 26 meter en werd in 1929 gebouwd, uit lokaal gemijnd rood graniet, door stadsarchitect Vilho Kolho. De uitkijktoren bevindt zich in het natuurreservaat Pyynikki. Toen de Näsinneula-uitkijktoren in de jaren 70 gebouwd werd verloor de toren zijn populariteit. Tegenwoordig is de uitkijktoren een monument.